# Chris von Rohr

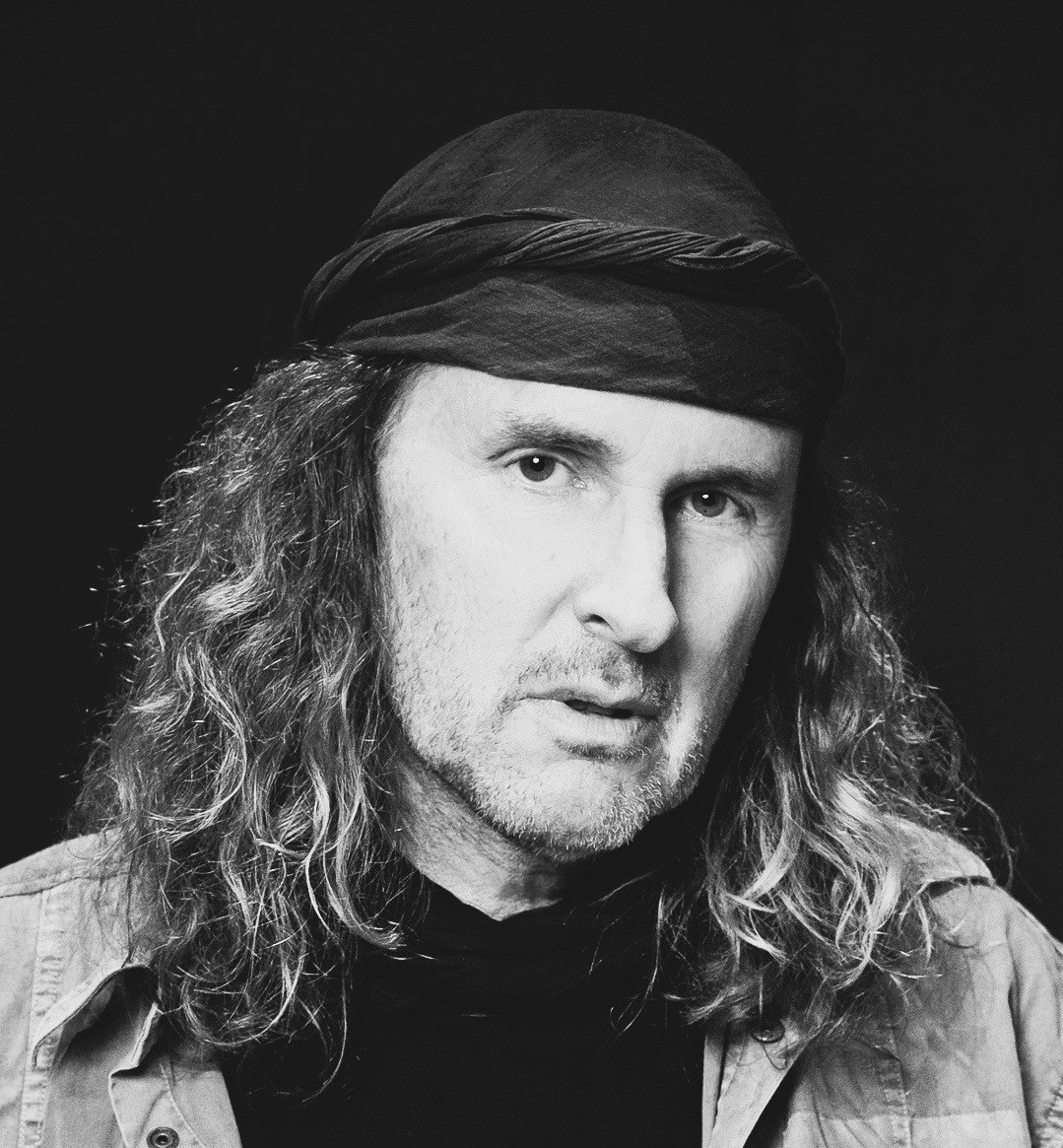
Chris von Rohr (2011)

Christoph «Chris» von Rohr (* 24. Oktober 1951 in Solothurn) ist ein Schweizer Rockmusiker, Musikproduzent, Buchautor, Kolumnist, Radio- und Fernsehmoderator. Er ist Gründer der Hard-Rock-Band Krokus und war von 1991 bis 2002 Produzent und Songwriter der Hard-Rock-Band Gotthard.

## Leben

### Kindheit, Jugend und erste Erfahrungen als Musiker (1951–1975)

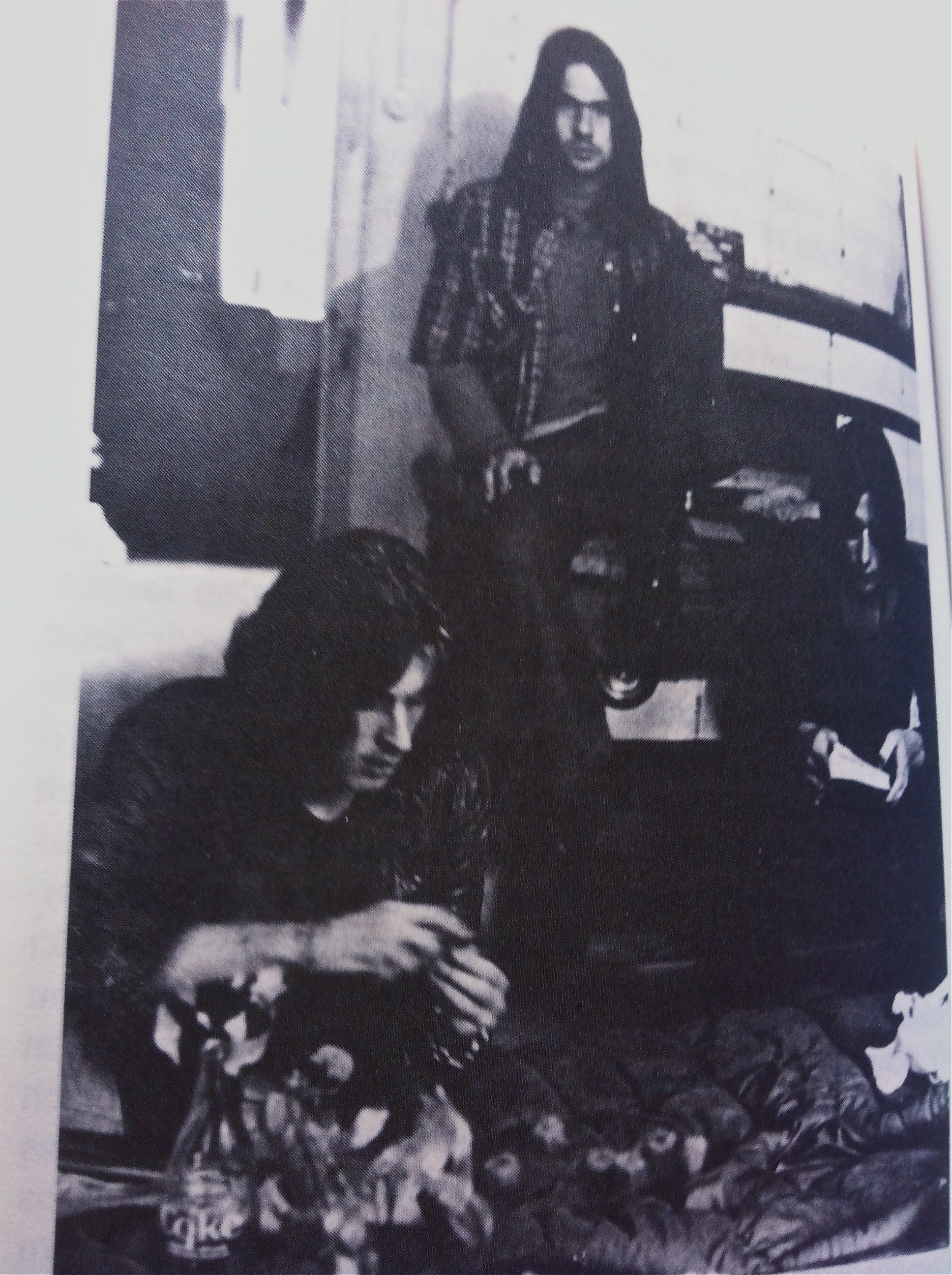
Die Band Inside; von links: Chris von Rohr, Peter Richard, Tommy Kiefer

Chris von Rohr stammt mit seinem Halbbruder Stephan von Rohr aus einer mittelständischen Familie in Solothurn, wo er auch den grössten Teil seiner Kindheit verbrachte. Am Piano seiner Eltern knüpfte von Rohr seinen ersten bewussten Kontakt zur Musik. Während seiner Schulzeit, die er, abgesehen von einem kurzen Intermezzo in der Internatsschule Lyceum Alpinum Zuoz – wo es ihm erstmals möglich war, auf einem Schlagzeug zu spielen –, an ortsansässigen Schulen verbrachte, bekam von Rohr von seinem Vater das erste Schlagzeug geschenkt. 1967 gründete er mit The Scouts seine erste Band. Mit dieser Formation, die sich nachfolgend zunächst in Tears of Love, dann in In und schliesslich in Indian Summer umbenannte, absolvierte der junge Schlagzeuger auch seinen ersten Auftritt bei einem Studentenball im Hotel Krone in Solothurn. Nach einem 2-jährigen Abstecher an die öffentliche Handelsschule in Neuchâtel gründete von Rohr weitere Bands: zunächst Plastic Joint und danach Inside. Unterdessen hielt sich der Musiker von Rohr als Koch im Solothurner Restaurant und Hotel Kreuz – die erste Genossenschaftsbeiz der Schweiz – finanziell über Wasser. Nach einem für von Rohr in musikalischer Hinsicht alles in allem sehr unerfreulichen, aber zumindest finanziell lukrativen kurzen Verbleib bei der Tanzband On the Road gründete er mit dem ebenfalls ausgestiegenen Organisten Michi Szabo die Zwei-Mann-Band Nighttrain. Doch all diese Versuche, im professionellen Musikbusiness Fuss zu fassen, scheiterten, und so arbeitete von Rohr anschliessend wieder als Koch im Restaurant Kreuz, ehe er für ein Semester die Jazzschule in Bern besuchte.

### Aufstieg und internationaler Durchbruch mitKrokus(1975–1983)
Nach seinem Besuch der Jazzschule kehrte von Rohr wiederum nach Solothurn zurück, um zunächst einem einmaligen Experiment von Kaktus, der damals bekanntesten Rockband aus Solothurn, beizuwohnen: Die Band spielte einen Auftritt mit zwei Schlagzeugern gemeinsam auf einer Bühne – neben dem angestammten Schlagzeuger Duco Aeschbach übernahm von Rohr den Posten des zweiten Drummers. Allerdings kam es nach diesem Auftritt innerhalb der Band, der auch Gitarrist Tommy Kiefer und Bassist Remo «Cemu» Spadino angehörte, zu Ungereimtheiten, die darin endeten, dass von Rohr, Kiefer und Spadino die Band verliessen, um auf Betreiben von von Rohr im Juli 1975 eine weitere Formation zu gründen: Krokus. Ihren ersten Auftritt absolvierte die Band als Vorgruppe von Nella Martinetti im Saalbau im schweizerischen Gerlafingen. Zusammen mit Leadgitarrist Tommy Kiefer, mit dem sich Schlagzeuger von Rohr hauptsächlich am Mikro abwechselte, Rhythmusgitarrist Hansi Droz und Bassist Remo Spadino entstand schliesslich im Sinus Studio in Bern das im Jahr 1976 erschienene, von Peter J. Mac Taggart produzierte, sehr progressive Debütalbum Krokus.
Nachdem von Rohr mit dem Bandnamen im Gepäck, aber ohne seine Bandkollegen kurzerhand eine Fusion mit der Band Montezuma inszeniert hatte, setzte sich die Besetzung von Krokus sogleich gänzlich neu zusammen: von Rohr selbst übernahm fortan hauptamtlich den Gesang, Fernando von Arb spielte Gitarre, am Bass stand Jürg Naegeli, und am Schlagzeug sass Freddy Steady. Als kurze Zeit später schliesslich auch Tommy Kiefer wieder ins Line-Up zurückgeholt wurde, war die Band wieder komplett. In dieser Besetzung entstand schliesslich das wiederum im Sinus Studio in Bern von Peter J. Mac Taggart produzierte, 1977 erschienene, zweite Studioalbum To You All, das erste Hard-Rock-Klänge offenbarte.

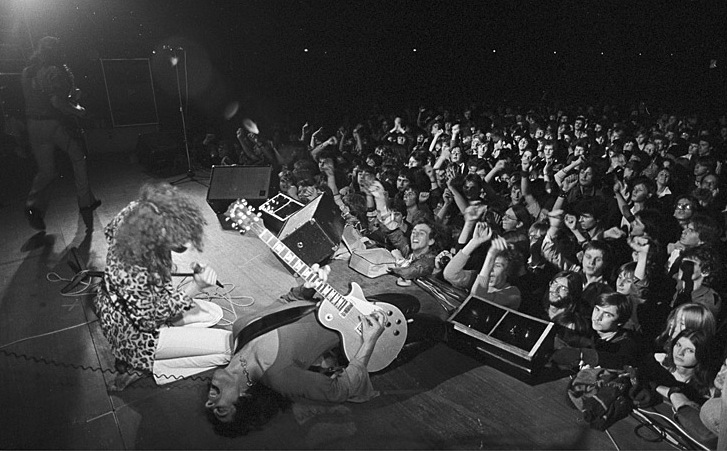
Von Rohr (als Sänger) und Tommy Kiefer Ende der 70er Jahre

Im selben Line-Up, also nach wie vor mit von Rohr als Frontmann, ging Krokus auch das dritte, gänzlich im Hard Rock angesiedelte Studioalbum Pay It in Metal, das auch unter dem Namen Pain Killer erschien, an. Dieses 1978 veröffentlichte Werk wurde in den legendären Manor Studios in Oxford von von Rohr und von Arb produziert und innerhalb von sechs Tagen aufgenommen. Zwar erhielt von Rohr den Goldenen Hammer als bester Sänger der Schweiz, und Krokus wurde überdies als beste Rockband des Jahres in ihrem Heimatland gekürt, dennoch öffnete ein Auftritt von AC/DC im Volkshaus in Zürich allen Bandmitgliedern die Augen, wie die Band zukünftig musikalisch agieren sollte.
Daher räumte von Rohr freiwillig seinen Posten am Mikro, um zunächst mit Henry Fries, der allerdings aufgrund von Vertragsverpflichtungen wieder ausstieg, und schliesslich – nach hartnäckigen Anwerbungsversuchen von von Rohr selbst – mit Marc Storace für einen Sänger mit mehr stimmlichem Volumen Platz zu machen. Von Rohr wechselte dafür an den Bass, und Jürg Naegeli kümmerte sich nachfolgend um den Sound der Band. In dieser neuen Besetzung und der Integration des letzten fehlenden Puzzleteils im Krokus-Sound entstand schliesslich unter der Produktion von Martin Pearson, von Rohr und von Arb das vierte, im Platinum One Studio in Zürich aufgenommene Studioalbum Metal Rendez-Vous – der internationale Durchbruch der Band. Triple-Platin in der Schweiz und erste Konzertreisen nach Grossbritannien und in die USA, inklusive der legendären «Percussion Battle» von von Rohr und Schlagzeuger Steady, folgten. So wurden von Rohr und seine Bandmitstreiter quasi über Nacht zu international angesehenen und bekannten Rockstars.

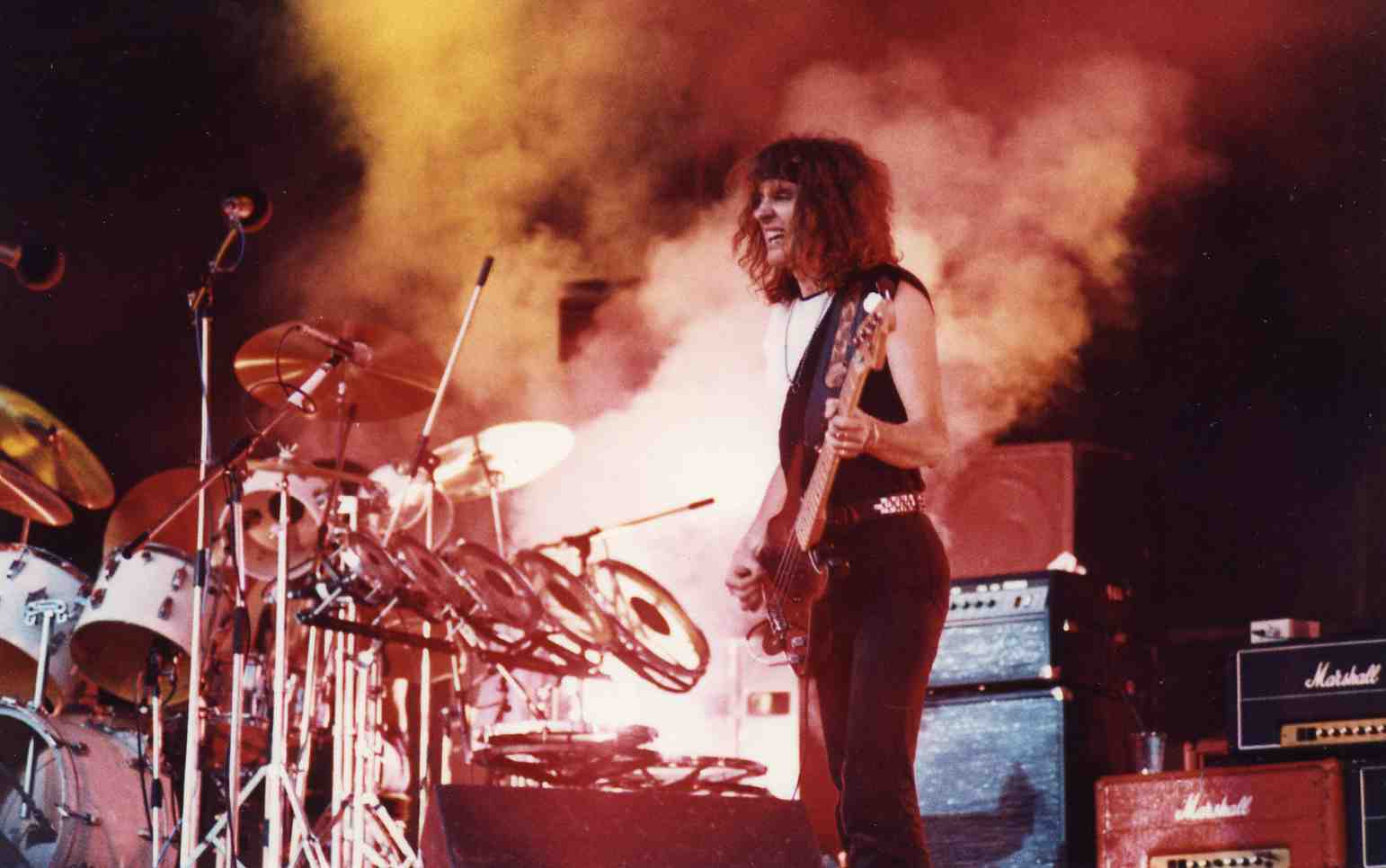
Von Rohr beim Reading Festival 1980

Direkt im Anschluss an die Touraktivitäten ging die Band in den Roundhouse Studios in London zur Arbeit am fünften Studioalbum über, das wiederum von von Rohr und von Arb produziert wurde und schliesslich 1981 unter dem Titel Hardware erschien. Das Album konnte den Erfolg des Vorgängers fortführen und Goldstatus in der Schweiz erringen. Lediglich die aufgrund der anhaltenden Drogenproblemen und Unzuverlässigkeit nicht mehr abzuwendende und unmittelbar nach der Albumveröffentlichung vollzogene Trennung von Leadgitarrist Kiefer zeigte erste Risse im Bandgefüge, wenngleich der Aufstieg der Band weiterging. Als Ersatz für die wiederum durch Europa und die USA führende Tour fungierte Mandy Meyer.
Da Krokus und Meyer allerdings nach Abschluss der Tour bereits wieder getrennte Wege gingen, wurde kurzerhand Rhythmusgitarrist Mark Kohler in die Band integriert. Diese Besetzung spielte unter der Produktion von Tony Platt, von Rohr und von Arb in den Battery Studios in London das sechste Studioalbum One Vice at a Time ein, das 1982 erschien und den Status von Krokus nicht nur festigen, sondern ein weiteres Mal anheben sollte. Dies zeigte sich nicht nur am Goldstatus, den das Album nicht nur in der Schweiz, sondern erstmals auch in den USA und in Kanada erreichte, sondern auch in dem bis heute bestehenden Rekord, dass Krokus als erste und bisher einzige Band aus der Schweiz das Hallenstadion in Zürich ausverkaufen konnte. Weitere ausgedehnte Konzertreisen durch Nordamerika und Europa folgten der Albumveröffentlichung. Neben der Termine mit Krokus produzierte von Rohr mit Night Fighting das zweite Studioalbum der Steve Whitney Band.
Bei Krokus wurde der Schlagzeuger Freddy Steady entlassen und durch Steve Pace ersetzt. Es folgte das siebte, von Tom Allom im Bee Jay Studio in Orlando aufgenommene und 1983 veröffentlichte Studioalbum Headhunter. Dieses Werk erreichte erst- und einmalig Platin in den USA und Kanada sowie Gold in der Schweiz. Die Band wurde darauf als Special Guest auch auf die zweitgrösste US-Tour des Jahres eingeladen: die Pyromania Tour der insbesondere in den USA aufstrebenden britischen Rockband Def Leppard mit Gary Moore im Vorprogramm. In dieser Zeit wurden von Rohr und seine Bandkameraden zu Ehrenbürgern des US-amerikanischen Bundesstaates Tennessee ernannt. In den nächsten Monaten kamen zwei negative Erlebnisse auf die Band zu: Zum einen wurde Krokus wegen mehrerer Fehltritte von Sänger Marc Storace und Bandmanager Butch Stone von der Pyromania Tour ausgeschlossen – die Band beendete ihre Nordamerikatour im Vorprogramm von Judas Priest –, und es kam zu zahlreichen Besetzungswechseln: Rhythmusgitarrist Mark Kohler wurde entlassen und durch Patrick Mason ersetzt und auch das letzte verbliebene Gründungsmitglied von Rohr wurde vor die Tür gesetzt, weil er in der schweizerischen Tageszeitung Blick offen über Tourexzesse berichtet hatte und sich gegen Manager Stone auflehnte.

### Gezwungene Umorientierungen: Aktivitäten als Musikproduzent, Buchautor und Solokünstler (1983–1987)
Durch die Entlassung bei Krokus wurde Chris von Rohr zum Einzelkämpfer. Er übernahm 1985 die Produktion des ersten und einzigen Studioalbums der schweizerischen Band Headhunter – ebenfalls Headhunter betitelt. Neben seiner zweiten hauptamtlichen Produktion begann von Rohr an seinem ersten Buch zu schreiben, das 1991 unter dem Titel Hunde wollt ihr ewig rocken erschien, um die Erlebnisse rund um Krokus zu verdauen und zu verarbeiten. 1986 präsentierte von Rohr seine erste Solo-Single Boom Boom Tonight und ein Jahr später sein erstes und bis dato einziges Soloalbum Hammer and Tongue.

### Die kurze Rückkehr zu Krokus (1987–1989)
Nach der Veröffentlichung seines Soloalbums kehrte von Rohr 1987 wieder zu Krokus zurück, da es sich für alle Beteiligten als die beste Lösung herausstellte. Zusammen mit Marc Storace, Fernando von Arb, Mark Kohler und dem von ihm aus seinem Soloprojekt mitgebrachten Schlagzeuger Dani Crivelli nahm die Band in Jürg Naegelis Pink Tonstudio in Zuchwil unter der Produktionsleitung von von Rohr und von Arb ihr zehntes Studioalbum auf, das 1988 unter dem Titel Heart Attack erschien. Das Album, das mit Platz 5 für von Rohr die erste Platzierung mit Krokus in den schweizerischen Albumcharts bedeutete, war eine Stilkorrektur zurück zum Hard Rock, der die Band Anfang der 1980er ins Rampenlicht gebracht hatte, und weg von der seichten Pop-Metal-Ausrichtung, die die Band auf dem Vorgängeralbum Change of Address präsentiert hatte. Nach weiteren Konzertreisen durch Europa und die USA merkten alle Beteiligten, dass das Feeling von einst nicht so leicht wiederherzustellen war. Nachdem Marc Storace und Fernando von Arb aufgrund von Managementproblemen und Übermüdungserscheinungen das Handtuch geworfen hatten, löste sich Krokus 1989 auf.

### Beschäftigungen als Musiker, Journalist und Radiomoderator (1989–1991)
Nach der Auflösung von Krokus war Chris von Rohr unter dem Pseudonym J. LaCross an der Produktion von The Heavy’s’ erstem Studioalbum Metal Marathon beteiligt. Dieses Werk stellt eine Ansammlung gecoverter Rock- und Metalklassiker dar, die jeweils verkürzt gespielt zu Medleys zusammengefügt wurden. Anschliessend gründete von Rohr wiederum zusammen mit Peter Tanner sowie mit Leadgitarrist Many Maurer, Rhythmusgitarrist Tony Castell und Schlagzeuger Peter Haas die Band Grand Slam. Mit dieser Formation tourte er – v. a. sein Solomaterial spielend – bis zu seinem Ausstieg Ende 1989 durch Deutschland, Österreich und Ungarn. Währenddessen betätigte sich von Rohr als Radiomoderator bei den Radiosendern Radio 24, einem Regionalsender aus Zürich, und Radio 32, einem Regionalsender aus Solothurn. Er moderierte u. a. die Sendung Volles Rohr und schrieb Artikel für verschiedene Musikzeitschriften.

### Der erste Buch-Bestseller und Erfolge als Entdecker und Produzent von Gotthard (1991–2002)

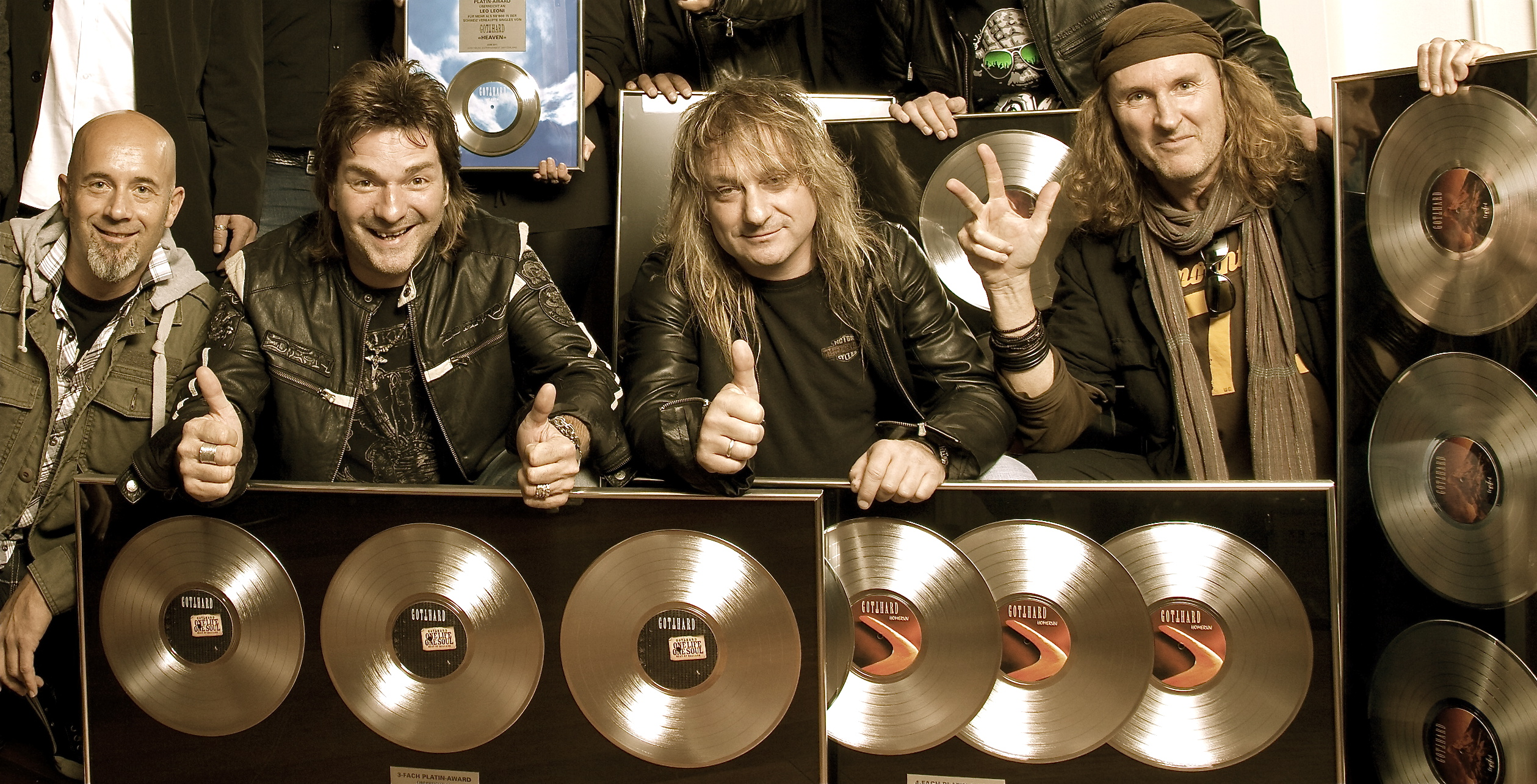
Von Rohr als Produzent von Gotthard

1991 veröffentlichte von Rohr sein bereits nach der Entlassung bei Krokus begonnenes erstes Buch, die Autobiografie Hunde wollt ihr ewig rocken. Im selben Jahr begann er seine Zusammenarbeit mit der schweizerischen Hard-Rock-Band Gotthard, die über eine Offerte von deren Bandmanager Marco Antognini zustande kam. Das erste, 1992 veröffentlichte Studioalbum Gotthard erreichte Platz 5 in den schweizerischen Charts. Ein Jahr später kümmerte sich von Rohr auch um die Wiederveröffentlichung seines 1987 erschienenen Soloalbums Hammer and Tongue, das diesmal unter dem Titel The Good, The Bad and The Dög inklusive des Bonustracks «See You Walking» neu aufgelegt wurde. Im Anschluss fokussierte von Rohr seine Arbeit wieder auf Gotthard. Die nachfolgenden von von Rohr produzierten Studio- und Livealben der Band, Dial Hard von 1994, G. von 1996, D-Frosted von 1997 und Open von 1999, erreichten Platz 1 in den schweizerischen Albumcharts. Diverse Singles erreichten die schweizerischen Charts. 

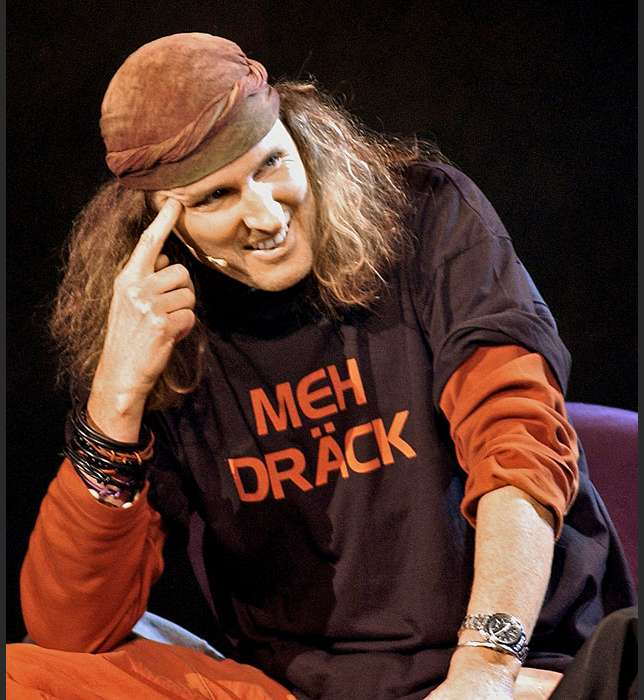
Von Rohr als Juror bei MusicStar

 Danach beteiligte sich von Rohr an der Entstehung des im Januar 2000 veröffentlichten, neunten Studioalbums Härzbluet von Polo Hofer und der SchmetterBand. Während er die Songs «Es saftigs Müntschi» und «Bärner» kompositorisch und als Produzent mitgestaltete, initiierte von Rohr für den ebenfalls von ihm produzierten Song «Who’s gonna shoe your pretty little foot» ein Duett von Polo Hofer mit dem US-amerikanischen Bluesmusiker Willy DeVille.
2001 kam seine Tochter Nilou zur Welt. Mit dem Studioalbum Homerun von 2001 mit der der Nummer-1-Single «Heaven», und der Kompilation One Life One Soul: Best of Ballads von 2002 produzierte er noch zwei weitere Werke von Gotthard, die Platz 1 der schweizerischen Albumcharts erreichten. Trotz der erfolgreichen gemeinsamen Zeit trennten sich 2002 nach elf für beide Seiten nicht immer einfachen Jahren die Wege von Band und von Rohr.

### Der zweite Buch-Bestseller, «Meh Dräck» und weitere Engagements (2002–2008)

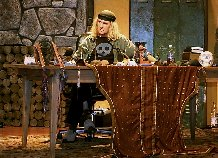
Von Rohr in seiner TV-Show Black'n'Blond

Nach der Trennung mit Gotthard folgte für von Rohr wieder eine vielseitige Phase. Während er am zweiten Teil seiner Autobiografie schrieb, wirkte er als Co-Produzent an Trybguet mit, dem im Februar 2003 veröffentlichten, fünften Studioalbum der schweizerischen Mundartband Patent Ochsner. Auch dieses Werk stieg auf Platz 1 der schweizerischen Albumcharts. Im November 2003 erschien das Buch Bananenflanke, das ebenso wie der Vorgänger zum Bestseller wurde.  Im November 2003 war von Rohr als Juror in der auf SF zwei gesendeten ersten Staffel der Castingshow MusicStar zu sehen.
Während dieser Zeit entstand die im Februar 2004 veröffentlichte Dokumentation Krokus: As Long as We Live über die turbulente Geschichte von Krokus. Der Film förderte die Annäherung von Chris von Rohr und Fernando von Arb – die Initialzündung der späteren Rückkehr der Urformation von Krokus. Weitere Popularität erntete von Rohr durch seinen Slogan «Meh Dräck», den er während einer Folge von MusicStar äusserte, um den dort auftretenden Kandidaten von ihrem künstlichen Auftreten abzuraten. Ein Song mit diesem Titel erreichte Platz 14 der schweizerischen Singlecharts. 2004 wurde «Meh Dräck» zum Wort des Jahres in der Schweiz gewählt.
Von Dezember 2004 bis Februar 2005 trat von Rohr in der zweiten Staffel der Castingshow MusicStar wieder als Juror in Erscheinung. Unterdessen produzierte er auch das live aufgenommene Akustikalbum der Band Lovebugs, das ebenfalls auf Platz 1 der schweizerischen Albumcharts kam.

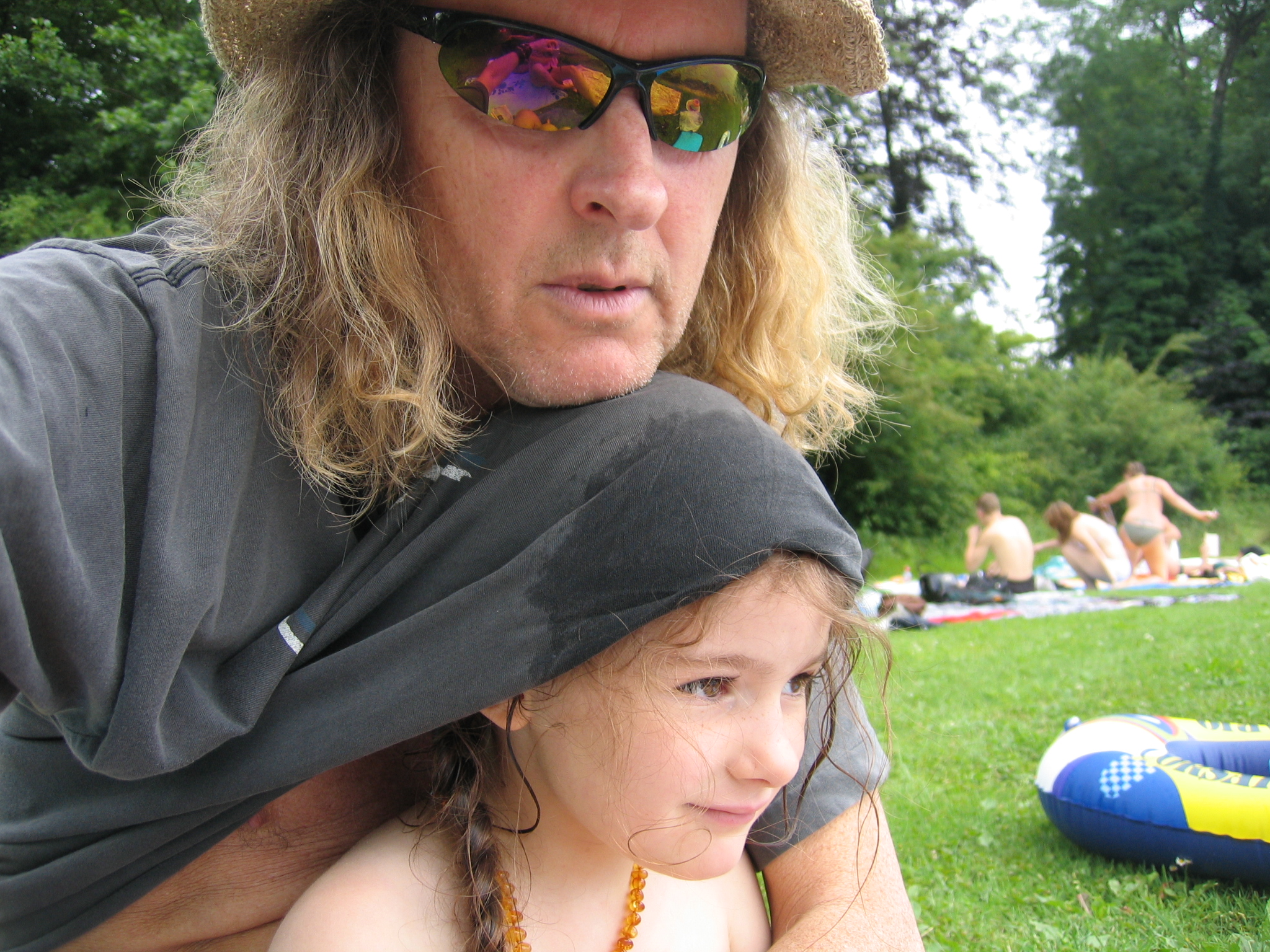
Von Rohr mit Tochter Nilou 2007

Nach Abschluss der zweiten Staffel verliess von Rohr MusicStar, um wieder als Radiomoderator zu arbeiten. Mit der Sendung VollRohr – Rock’n’Talk war er von Mai 2005 bis Juni 2006 auf diversen Radiosendern in der Schweiz zu hören. Ab 2005 begann von Rohr zudem – sich mit Peter Bichsel, Peter Scholl-Latour und Helmut Hubacher abwechselnd – jeden Monat die Kolumne Notabene für die Schweizer Illustrierte zu schreiben. Unterdessen startete er im Oktober 2005 zusätzlich zusammen mit Roman Kilchsperger auf SF 2 die Late-Night-TV-Show Black’n’Blond. Dabei erregte von Rohr bereits in der ersten Sendung die Aufmerksamkeit der Fernsehzuschauer, indem er sein blosses Hinterteil in die Kamera reckte. Da die Verantwortlichen des Schweizer Fernsehens von der Entwicklung der Show nicht überzeugt waren, wurde Black’n’Blond im September 2006 abgesetzt. Von Oktober bis Dezember 2006 war von Rohr Juror in der einmalig produzierten, beim schweizerischen Fernsehsender 3+ ausgestrahlten Castingshow Superstar.
Im Dezember 2007 kam trotz der noch aktiven Besetzung um Marc Storace Bewegung in die Wiederbelebung der Urformation von Krokus, als die Band in der Besetzung Storace, von Arb, von Rohr und Steady in der schweizerischen Fernsehshow Die grössten Schweizer Hits auftrat, um einen Diamant-Award für über eine Million verkaufter Tonträger in der Schweiz in Empfang zu nehmen. Im Anschluss wurde auf der bandeigenen Website eine künstlerische Pause von Krokus bekannt gegeben.

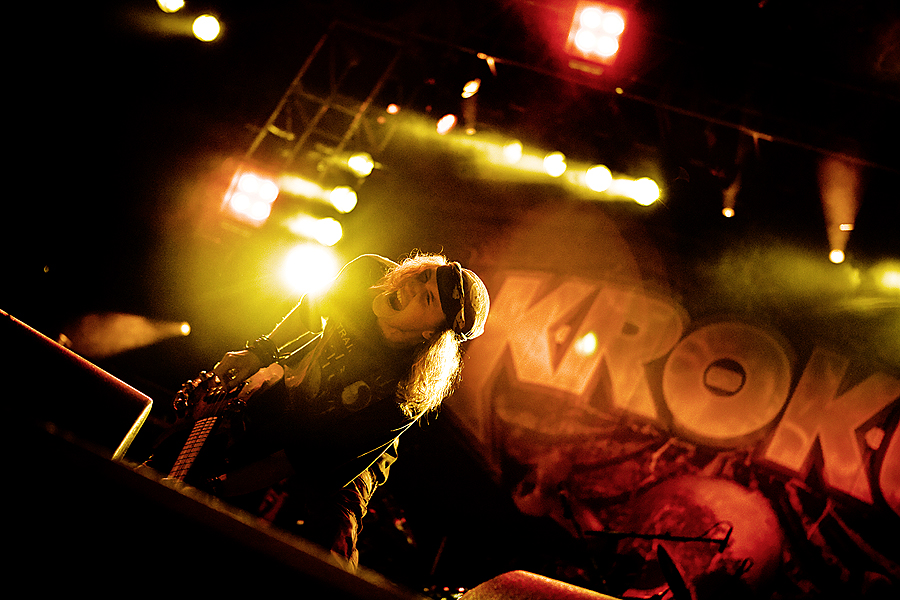
Von Rohr im Stade de Suisse in Bern 2008

### Rückkehr der Urformation von Krokus, zwei Nummer-1-Alben und zwei neue Buch-Bestseller (2008 bis 2016)
Während der künstlerischen Pause formierte sich Krokus in demselben Line-Up, das Ende 2007 in der Fernsehshow Die grössten Schweizer Hits auftrat, also mit Frontmann Storace, Gitarrist von Arb, Bassist von Rohr und Schlagzeuger Steady. Als kurz darauf auch noch die Rückkehr von Rhythmusgitarrist Mark Kohler verkündet wurde, wies die Besetzung dieselben Mitglieder auf, die 1982 das Album One Vice at a Time eingespielt hatte. Nachfolgend spielte die Urformation Krokus im Stade de Suisse in Bern ein Reunionkonzert. Danach entstand das von von Rohr selbst hauptsächlich im House of Audio in Winterbach produzierte sechzehnte Studioalbum Hoodoo, das im Februar 2010 veröffentlicht wurde. Das Album stieg als zweites Album von Krokus  auf Platz 1 der Albumcharts und bescherte der Band Platinstatus in der Schweiz. Seit Juli 2010 war als Profiler in der auf 3sat gezeigten Sendung Tonspur – Der Soundtrack meines Lebens engagiert. Seither machte von Rohr auch vermehrt durch politische Statements auf sich aufmerksam. Unter anderem befürwortete er in Interviews die Ausschaffungsinitiative der SVP, äusserte aber gleichzeitig, dass er sich nicht zu einer Partei und somit auch nicht zu irgendeiner politischen Richtung bekenne. Auch ein Besuch beim SVP-Politiker Christoph Blocher sorgte für mediale Aufmerksamkeit. Von Rohr betonte diesbezüglich mehrmals, dass dieser ihn nicht politisch instrumentalisieren wollte und dass es auch ihm selbst nicht um politische Interessen ging, sondern dass ihn der Mensch hinter dem polarisierenden Politiker interessierte.

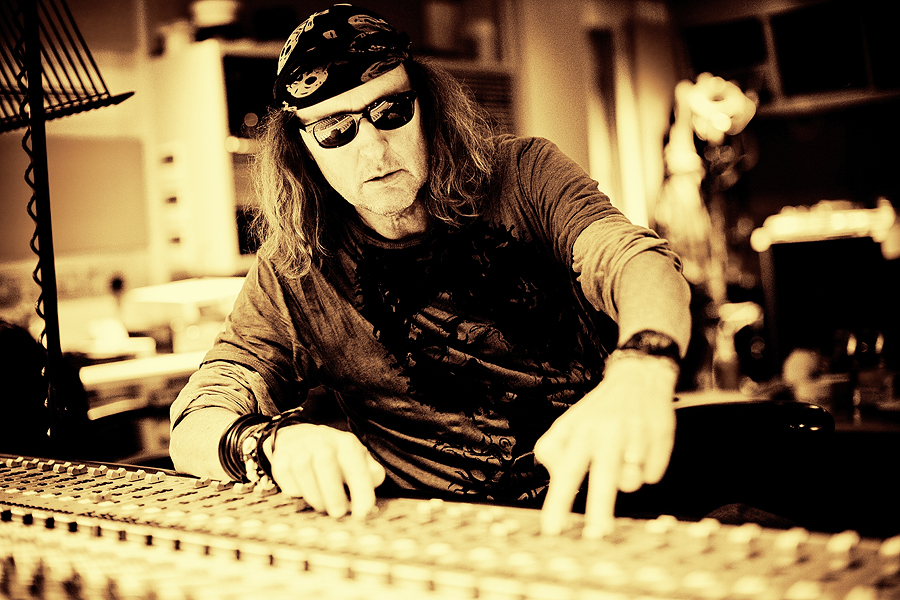
Von Rohr in den Abbey Road Studios 2012

Bevor die Vorbereitungen auf ein neues Album von Krokus in Angriff genommen wurden, veröffentlichte Chris von Rohr im Oktober 2011 sein drittes Buch Sternenstaub, das einige der für die Schweizer Illustrierte geschriebenen Kolumnen des inzwischen zum erfolgreichsten Rockmusiker und -produzenten der Schweiz aufgestiegenen Multitalents enthält. Das literarische Werk schaffte den Sprung auf Platz 9 der schweizerischen Belletristikcharts. Nachdem von Rohr an 2012, dem Debütalbum der schweizerischen Hard-Rock-Band Fox, als leitender Produzent mitgewirkt hatte, begann er mit Krokus wieder als Produzent im Herbst 2012 in den Abbey Road Studios in London mit den Aufnahmen zum siebzehnten Studioalbum Dirty Dynamite, das im Februar 2013 erschien. Das Werk, bei dem auch der inzwischen fest angestellte dritte Gitarrist Mandy Meyer mit von der Partie war, erklomm wie schon der Vorgänger Hoodoo, Platz 1 in den schweizerischen Albumcharts, bevor es ebenfalls Platinstatus erreichte. Nachfolgend nahm Krokus einige Headlinerkonzerte in der Schweiz wahr, bei denen Flavio Mezzodi als neuer fester Schlagzeuger präsentiert wurde. Im Sommer 2013 war die Band dann auf mehreren Festivals in Europa zu sehen. Nach einer etwa halbjährigen Pause veröffentlichte Krokus im März 2014 das dritte Livealbum Long Stick Goes Boom: Live from da House of Rust, das bis auf Platz 3 der schweizerischen Albumcharts kletterte. Dieses 2013 in der Kulturfabrik Kofmehl in Solothurn aufgenommene Konzert war das erste Livedokument von Krokus, an dem Chris von Rohr beteiligt ar. Im Sommer 2014 absolvierte er mit Krokus zunächst eine kurze Deutschlandtour, ehe im Anschluss weitere Festivaltermine realisiert wurden. Im Februar 2015 erhielt von Rohr mit seinen Bandkollegen den Lifetime Achievement Award, der ihnen im Rahmen der Swiss Music Awards verliehen wurde. Im Frühjahr 2015 war Krokus erstmals seit den 80er Jahren wieder auf US-amerikanischen Konzertbühnen zu sehen, u. a. bei der in Miami beginnenden und endenden Heavy-Metal-Kreuzfahrt Monsters Of Rock Cruise sowie im legendären Rockclub Whisky a Go Go in Los Angeles. Genau am 24. Oktober 2015, dem 64. Geburtstag von Rohrs, erschien sein viertes Buch Götterfunken. Es bestand aus Kolumnen, die von Rohr für die Schweizer Illustrierte verfasst hatte und erreicht Platz 7 der schweizerischen Sachbuchcharts. 2016 machten sich Chris von Rohr und Krokus in der Öffentlichkeit rar. Mit dem Auftritt auf dem Riverside Open Air im schweizerischen Aarburg wurde nur ein Festivalauftritt wahrgenommen.

### Ein Nummer-1-Coveralbum mit Krokus und der erste Nummer-1-Buch-Bestseller (2017 bis heute)

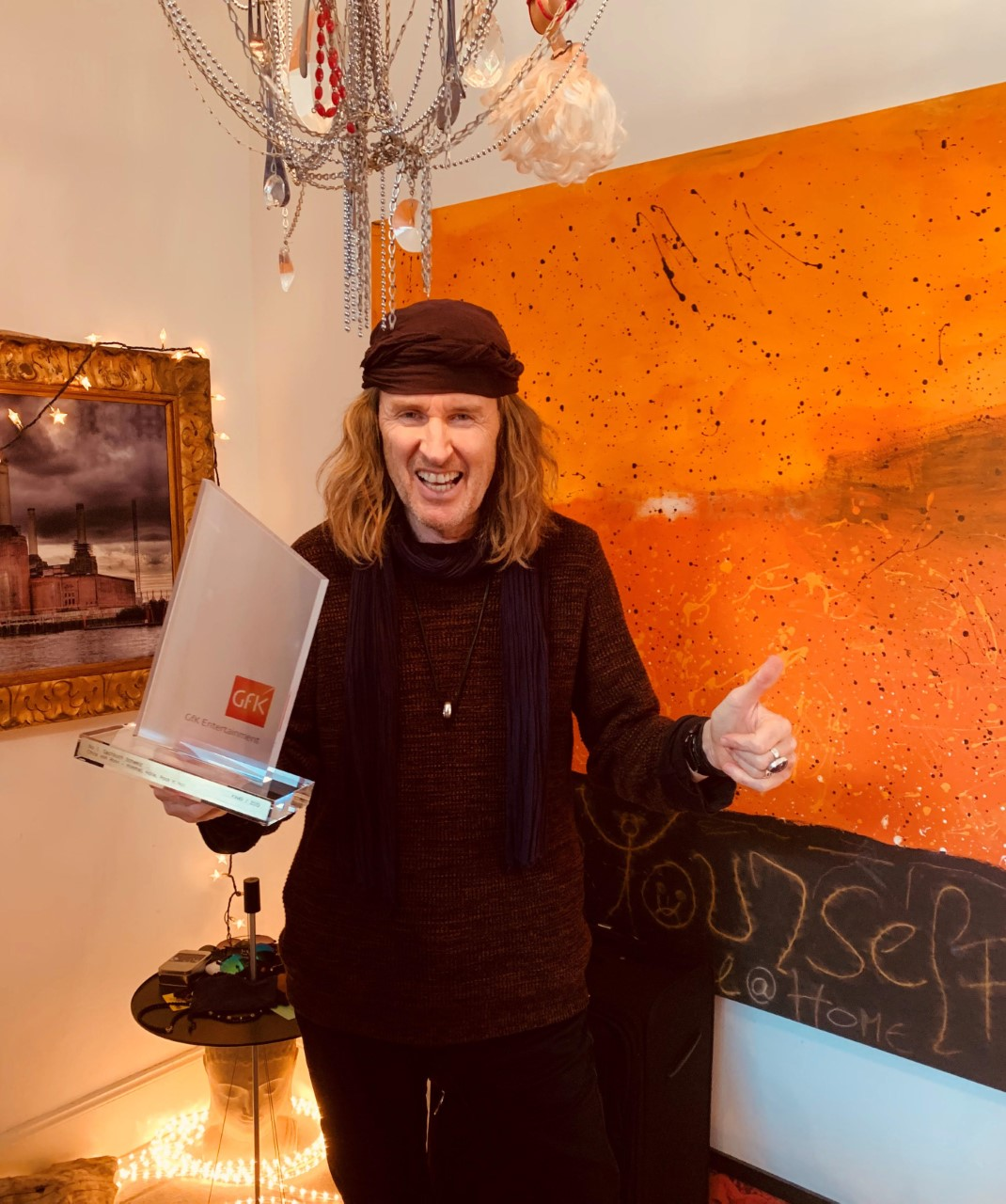
Chris von Rohr mit dem Schweizer Buch-Award von GfK Entertainment für seine Autobiografie Himmel Hölle Rock ’n’ Roll

Im Januar 2017 erschien das erste Coveralbum von Krokus, das erneut von von Chris von Rohr produziert wurde. Es enthält ausschliesslich Interpretationen von Songs, die die Musiker in ihrer Jugend massgeblich beeinflusst hatten sowie eine Neueinspielung des Krokus-Songs «Back-Seat Rock ’n’ Roll». In der Schweiz kletterte das Werk wie die zwei Studioalben zuvor auf Platz 1 der Charts, und auch in Deutschland und Österreich konnte sich Big Rocks in den Charts platzieren. Nach der Veröffentlichung teilte sich Krokus im März 2017 für vier Auftritte erstmals zusammen mit Gotthard die Bühne. Im Anschluss daran folgte ein Konzertabstecher nach Malta, ehe im Sommer wiederum einige Festivalauftritte auf dem Programm standen. 2018 gab es keine Veröffentlichungen und keine Konzerte.
Im Herbst gab die Band bekannt, dass sie 2019 auf die Adios-Amigo-Abschiedstour gehen werde. Der erste Teil dieser Konzerte setzte sich zunächst, abgesehen von den letzten drei Auftritten, fast ausschliesslich aus Festivalterminen zusammen. U. a. spielte die Band an Festivals wie dem Sweden Rock Festival, dem Graspop Metal Meeting oder dem Wacken Open Air.
Wegen einer Schleimbeutelentzündung im Ellbogen, die sich von Rohr bei einem Sturz aus einer Hängematte zugezogen hatte, musste der Auftritt auf der Costa Victoria im Rahmen von «Stars auf See» abgesagt werden. Abschluss dieses Tourabschnitts war das Konzert im Hallenstadion in Zürich. Ende November 2019 veröffentlichte von Rohr seine dritte Autobiografie mit dem Titel Himmel Hölle Rock ’n’ Roll, die thematisch die Inhalte der Vorgängerwerke Hunde wollt ihr ewig rocken und Bananenflanke aufgreift und ergänzt. In einem Interview zur Buchveröffentlichung mit der Schweizer Zeitung St. Galler Tagblatt gab von Rohr an, dass er mit seinem Buch jungen Menschen Mut machen wollte, trotz Ruckschlägen und Niederlagen ihren Traum zu verfolgen. Er erklärte, als offener Mensch und kritischer Kolumnist keiner politischen Partei anzugehören und sprach sich gegen Ausgrenzung, militärische Aufrüstung und Waffenhandel aus. In seinem Werk bezieht der Autor auch Stellung zu seinem nicht immer einfachen Verhältnis zur Schweiz. Das Buch, das der Rolling Stone als geradezu paradigmatische Rocker-Autobiografie bezeichnet, kletterte bis auf Platz 1 der schweizerischen Sachbuchcharts. Es folgte eine Lesetour durch die Schweiz zusammen mit Brigitta Schröder, Blanca Imboden und Liselotte Latrous. Unterdessen wurde bekannt, dass Krokus 2020 neben der Monsters Of Rock Cruise zwei Konzerte in England, das Domination Festival in Mexiko und eine Tour durch die USA bestreiten wollte.

### Neues Buch «Meh Glück! Liebeserklärungen ans Leben» im November 2023
Im November 2023 erschien das sechste Buch «Meh Glück! Liebeserklärungen ans Leben» und erreichte sofort die Top 5 in der Bestsellerliste der schweizerischen Sachbuch-Charts. Dieses Buch entstand während den drei Corona-Jahren von 2020–2023. Chris von Rohr schrieb in einer schlaflosen Nacht, während eines Lockdowns hundert Dinge auf, die ihm Freude bereiten. Der Buchtitel ist eine Ableitung seines Kultspruchs und Wort des Jahres 2004 «Meh Dräck».
Im 192-seitigen Werk schreibt von Rohr über die Liebe, über Kinder, Musik, Tiere, Natur, Träume, Hindernisse und Glück. In einem Interview im November 2023 sagte er, in diesem Buch stehe alles drin, was ihm im Leben etwas bedeutet. Einige dieser Texte erschienen auch in seiner Kolumne "Notabene " im People Magazin Schweizer Illustrierte, bei dem er seit 20 Jahren als Kolumnist tätig ist.
Der Autor schreibt über Menschen, die ihn im Laufe seines Lebens beeinflusst haben wie der Autor Hermann Hesse, der Philosoph und Mystiker Osho oder die Musiker Udo Lindenberg und Udo Jürgens, die er persönlich kennenlernen durfte. Auch auf seine Leidenschaft für die Beatles, Rolling Stones und Elvis Presley geht er ein. Daneben findet man Texte über die Zeit mit seiner Band Krokus und die Jahre als Produzent der Band Gotthard. Von Rohr schreibt über seine zweite Heimat Kreta und über Montreux, Solothurn, das Tessin und Zermatt, die er alle als seine Lieblingsorte in der Schweiz bezeichnet. Er geht auf seine Passion für das Malen und die Kraft der Farben ein, auf das Kochen und grosse Düfte. Am Ende des Buchs listet der Autor seine persönlichen Songs sowie seine liebsten zwölf Alben für die Ewigkeit auf, die auch als Playlist auf Spotify zu finden sind.
Auch bei diesem Buch folgt eine vom Verlag organisierte Lesetour durch die Schweiz, zusammen mit Blanca Imboden, Rolf Schmid und Ursula Hauser.

## Diskografie als Musiker

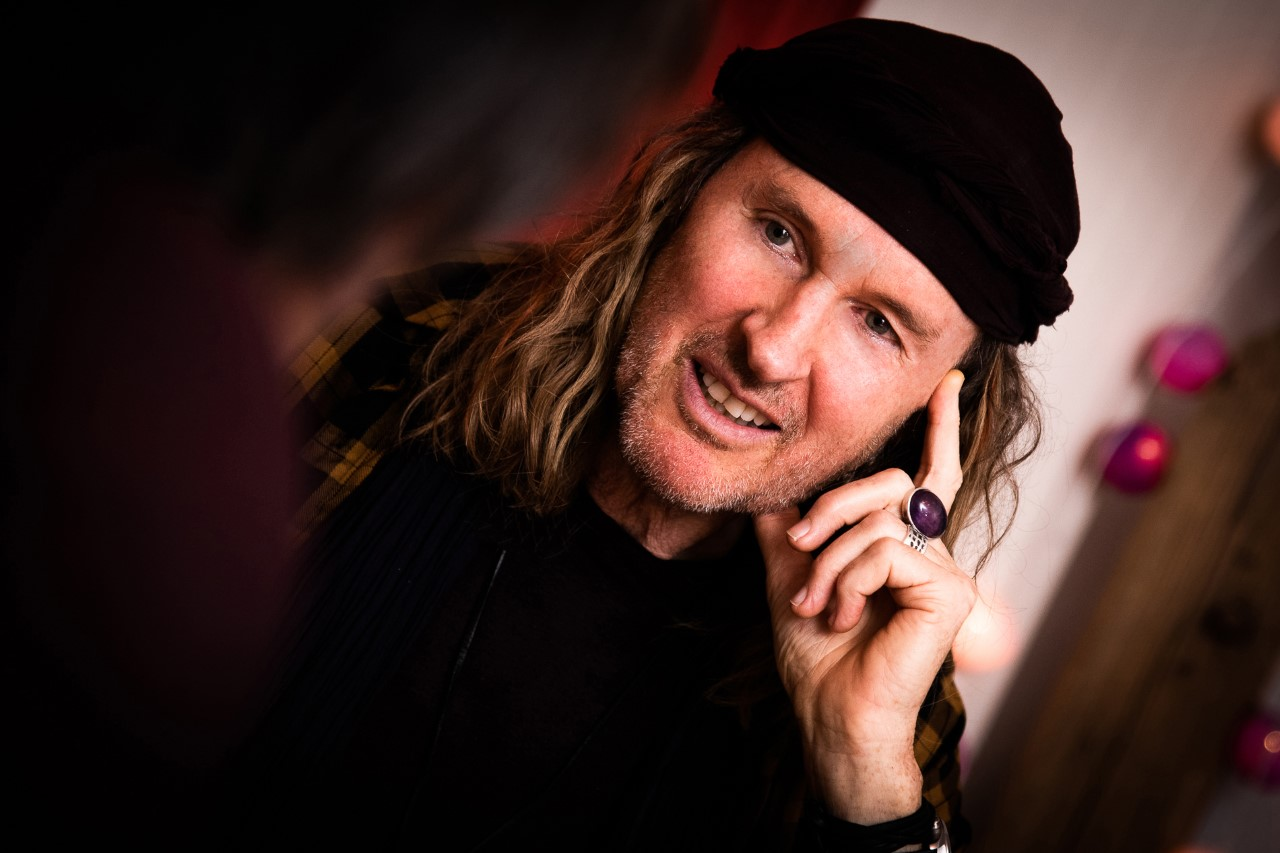
Chris von Rohr (2019)

### Krokus
Studioalben
- 1976: Krokus
- 1977: To You All
- 1978: Pay It in Metal/Pain Killer
- 1980: Metal Rendez-Vous
- 1981: Hardware
- 1982: One Vice at a Time
- 1983: Headhunter
- 1988: Heart Attack
- 2010: Hoodoo
- 2013: Dirty Dynamite

Coveralben
- 2017: Big Rocks

Livealben
- 2014: Long Stick Goes Boom: Live from da House of Rust
- 2020: Adios Amigos Live @ Wacken

EPs
- 1981: Industrial Strength EP

Singles
- 1977: Highway Song
- 1978: Susie
- 1979: Bedside Radio
- 1979: Tokyo Nights
- 1980: Heatstrokes
- 1981: Rock City
- 1981: Winning Man
- 1981: Smelly Nelly
- 1982: American Woman
- 1982: Bad Boys, Rag Dolls
- 1982: Long Stick Goes Boom
- 1983: Screaming in the Night
- 1983: Stayed Awake All Night
- 1983: Eat the Rich
- 1988: Everybody Rocks
- 1988: Let It Go
- 1988: Wild Love
- 2010: Hoodoo Woman
- 2010: Too Hot
- 2013: Dirty Dynamite
- 2013: Go Baby Go
- 2013: Dög Song
- 2016: The House of the Rising Sun
- 2017: Rockin’ in the Free World

Promo-Singles
- 1981: Hardware (Flexidisk)
- 1981: Winning Man
- 1984: Our Love
- 1986: Burning up the Night
- 1988: Everybody Rocks
- 1988: Let It Go

### Chris von Rohr
Studioalben
- 1987: Hammer and Tongue (1993 unter dem Namen The Good, the Bad and the Dög wiederveröffentlicht)

Singles
- 1986: Boom Boom Tonight
- 1993: See You Walking
- 2004: Meh Dräck!

Promo-Singles
- 1987: Cat Scratch Fever

## Diskografie als Produzent

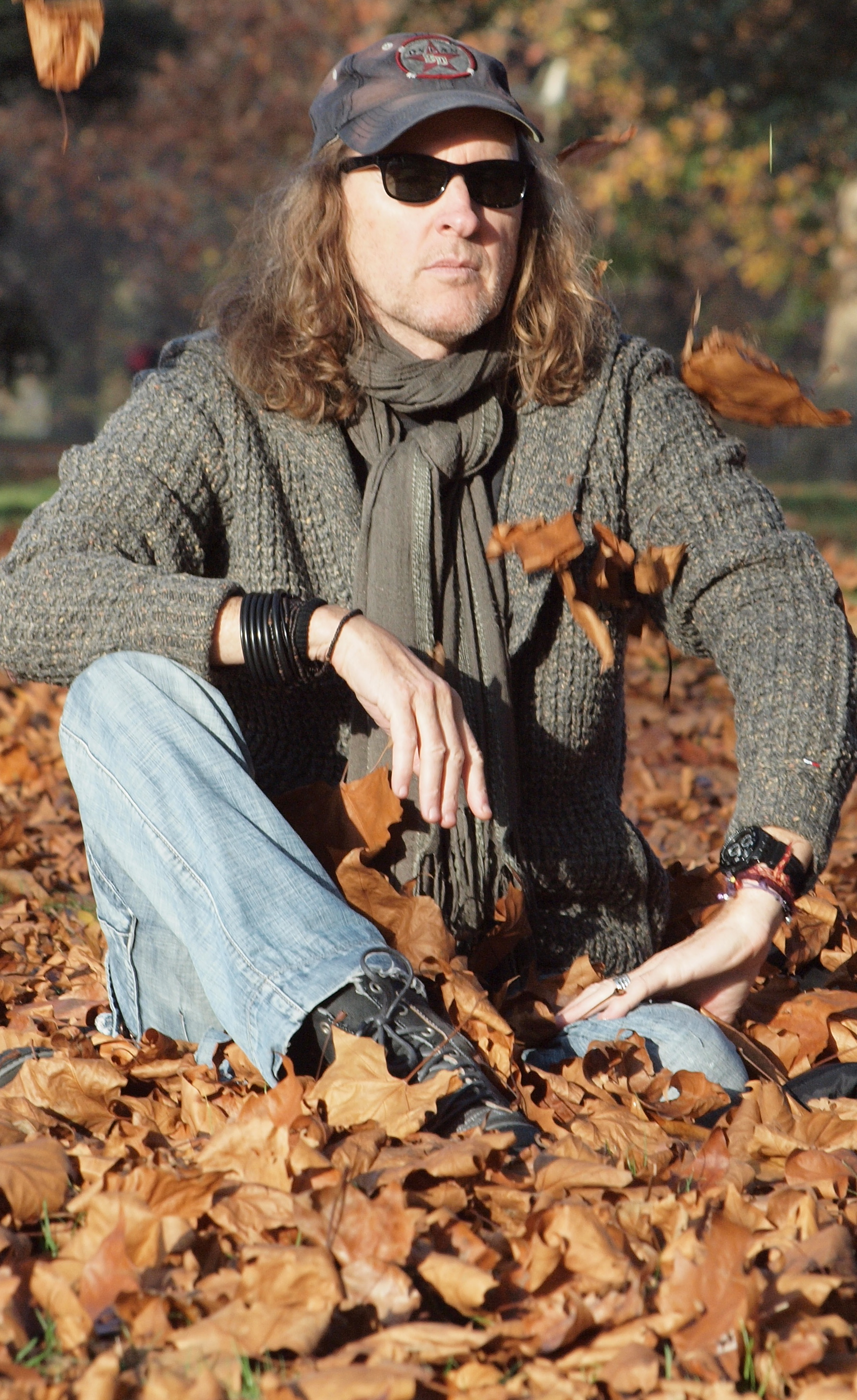
Chris von Rohr in London im Herbst 2012

### Krokus
Studioalben
- 1978: Pay It in Metal/Pain Killer (zusammen mit Fernando von Arb)
- 1980: Metal Rendez-Vous (zusammen mit Martin Pearson und Fernando von Arb)
- 1981: Hardware (zusammen mit Fernando von Arb)
- 1982: One Vice at a Time (zusammen mit Tony Platt und Fernando von Arb)
- 1988: Heart Attack (zusammen mit Fernando von Arb)
- 2010: Hoodoo
- 2013: Dirty Dynamite

Coveralben
- 2017: Big Rocks

Livealben
- 2014: Long Stick Goes Boom: Live from da House of Rust

EPs
- 1981: Industrial Strength EP (zusammen mit Martin Pearson und Fernando von Arb)

Singles
- 1978: Susie (zusammen mit Fernando von Arb)
- 1979: Bedside Radio (zusammen mit Martin Pearson und Fernando von Arb)
- 1979: Tokyo Nights (zusammen mit Martin Pearson und Fernando von Arb)
- 1980: Heatstrokes (zusammen mit Martin Pearson und Fernando von Arb)
- 1981: Rock City (zusammen mit Fernando von Arb)
- 1981: Winning Man (zusammen mit Fernando von Arb)
- 1981: Smelly Nelly (zusammen mit Fernando von Arb)
- 1982: American Woman (zusammen mit Tony Platt und Fernando von Arb)
- 1982: Bad Boys, Rag Dolls (zusammen mit Tony Platt und Fernando von Arb)
- 1982: Long Stick Goes Boom (zusammen mit Tony Platt und Fernando von Arb)
- 1988: Everybody Rocks (zusammen mit Fernando von Arb)
- 1988: Let It Go (zusammen mit Fernando von Arb)
- 1988: Wild Love (zusammen mit Fernando von Arb)
- 2010: Hoodoo Woman
- 2010: Too Hot
- 2013: Dirty Dynamite
- 2013: Go Baby Go
- 2013: Dög Song
- 2016: The House of the Rising Sun
- 2017: Rockin’ in the Free World

### Steve Whitney Band
Studioalben
- 1982: Night Fighting

### Headhunter
Studioalben
- 1985: Headhunter

### Chris von Rohr
Studioalben
- 1987: Hammer and Tongue (1993 unter dem Namen The Good, the Bad and the Dög wiederveröffentlicht)

Singles
- 1986: Boom Boom Tonight
- 1993: See You Walking
- 2004: Meh Dräck!

Promo-Singles
- 1987: Cat Scratch Fever

### The Heavy’s (unter dem Pseudonym J. LaCross)
Studioalben
- 1989: Metal Marathon

Kompilationen
- 2008: Mega Metal Marathon

Singles
- 1989: Metal Marathon

### Gotthard
Studioalben
- 1992: Gotthard
- 1994: Dial Hard
- 1996: G.
- 1999: Open
- 2001: Homerun

Livealben
- 1997: D-Frosted

Kompilationen
- 2002: One Life One Soul: Best of Ballads

Singles
- 1992: All I Care For
- 1992: Hush
- 1992: Firedance
- 1993: Mountain Mama
- 1994: I’m on My Way
- 1994: Travellin’ Man
- 1995: Father Is That Enough
- 1996: One Life, One Soul
- 1996: He Ain’t Heavy, He’s My Brother
- 1997: One Life, One Soul (Live) (Split-Single mit Montserrat Caballé)
- 1997: Fight for Your Life
- 1997: Love Soul Matter
- 1997: Someday
- 1998: Let It Rain
- 1999: Blackberry Way
- 1999: Merry X-Mas
- 1999: You
- 2000: Heaven
- 2001: Homerun

### Polo Hofer und die SchmetterBand
- 2000: Härzbluet (zusammen mit Polo Hofer, Eric Merz, Hans-Peter Brüggemann, Martin Diem, Remo Kessler und Willy deVille)

### Patent Ochsner
Studioalben
- 2003: Trybguet (zusammen mit Patent Ochsner)

Singles
- 2002: Brandstifter (zusammen mit Patent Ochsner)
- 2002: Trybguet (zusammen mit Patent Ochsner)

### Lovebugs
- 2005: Naked

### Fox
- 2012: 2012 (zusammen mit Mark Fox)

## Bücher

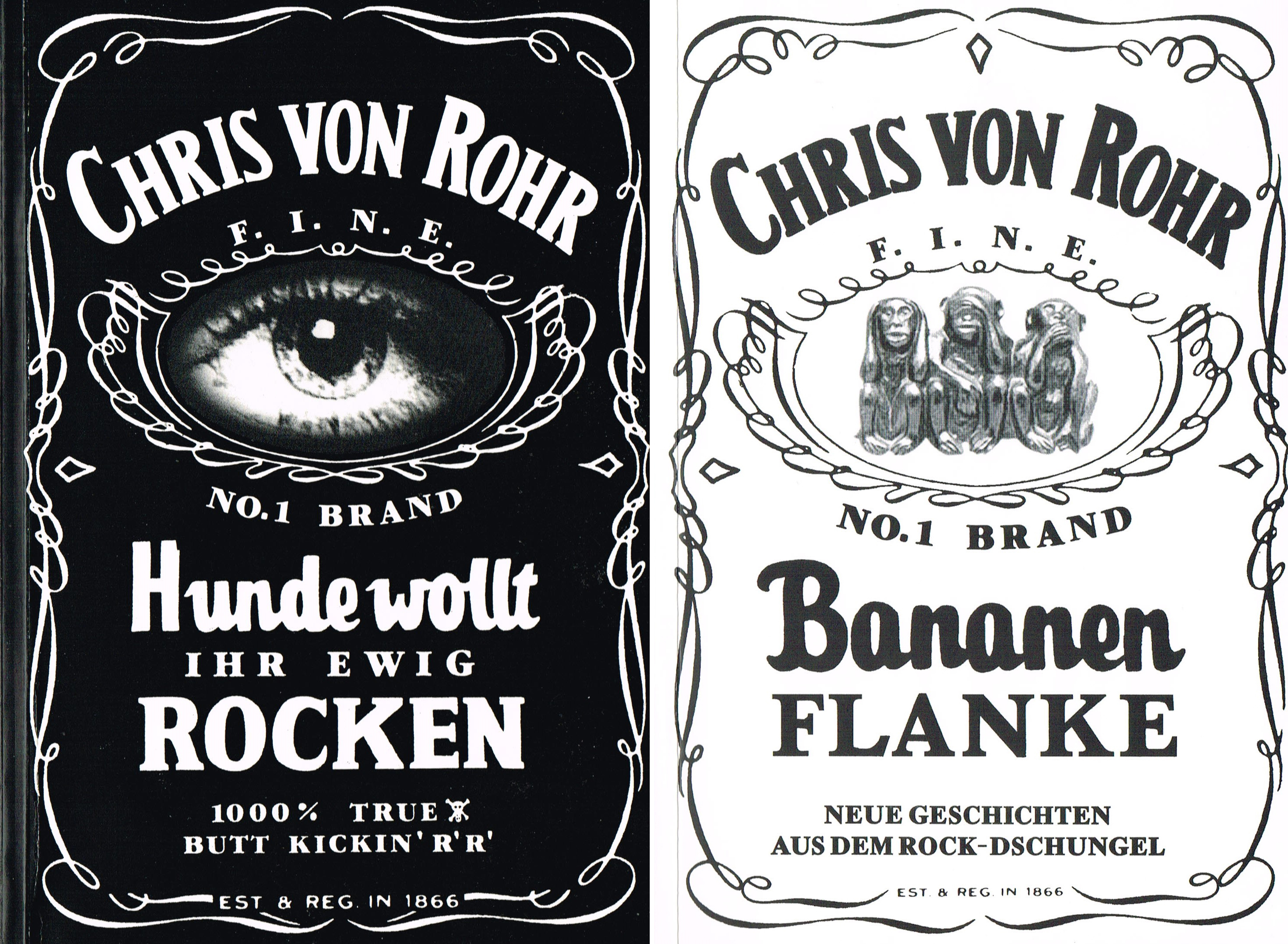
Von Rohrs Autobiographien: Hunde wollt ihr ewig rocken (1991) und Bananenflanke (2003)

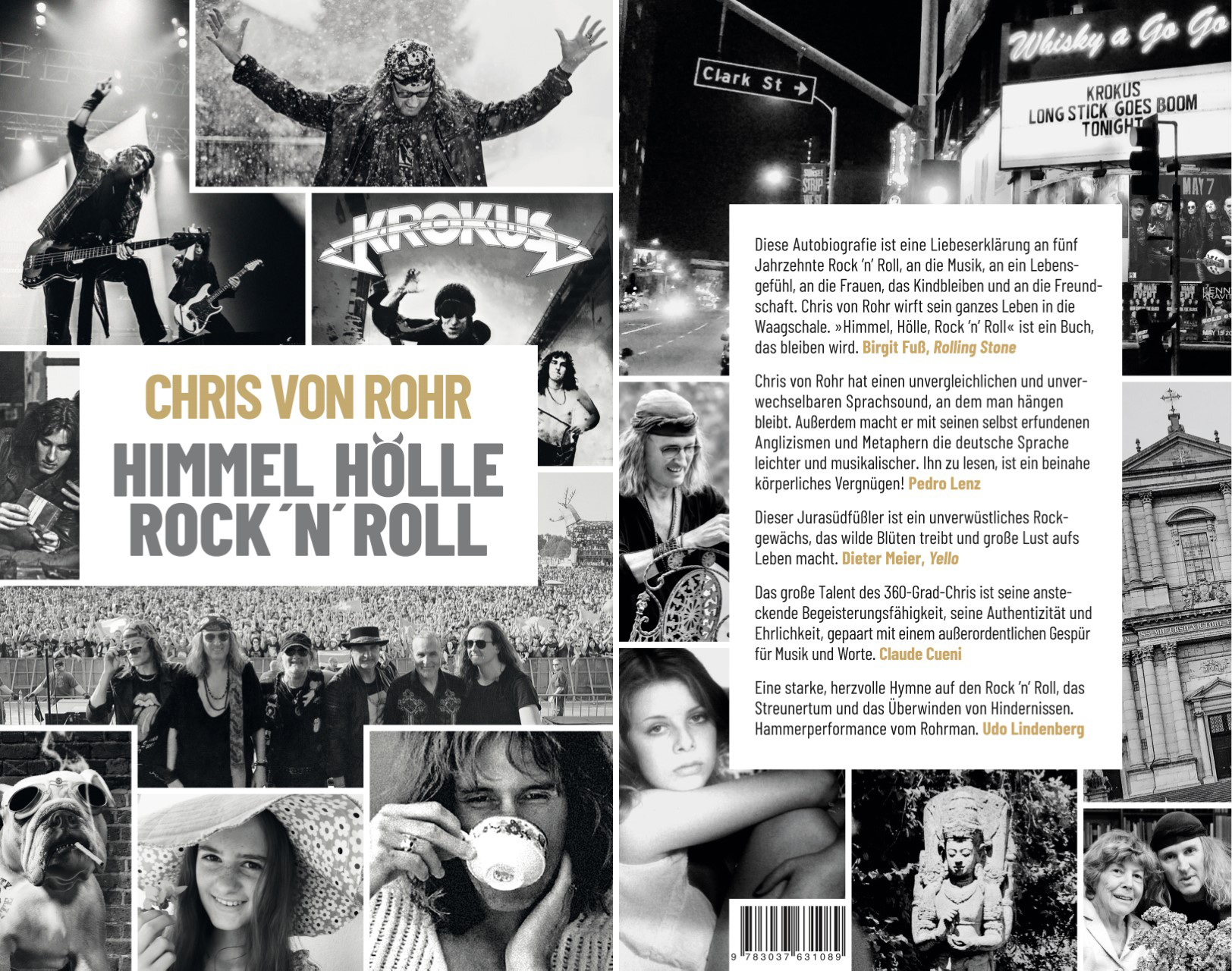
Front- und Backcover der Autobiografie Himmel Hölle Rock ’n’ Roll (2019)

- Hunde wollt ihr ewig rocken. Mein Trip durch den Rockdschungel. Steinblatt-Verlag, Lugano 1991 (Kapitel 1 bis 8 auch als 5CD-Hörbuch erschienen).
- Bananenflanke. Neue Geschichten aus dem Rock-Dschungel. Steinblatt-Verlag, Biel 2003.
- Sternenstaub. Die besten Kolumnen. Giger Verlag, Altendorf 2011.
- Götterfunken. Die besten Kolumnen. Giger Verlag, Altendorf 2015.
- Himmel, Hölle, Rock ‘n’ Roll. Die Autobiografie. Wörterseh Verlag, Lachen 2019.
- Meh Glück! Liebeserklärungen ans Leben. Wörterseh Verlag, Lachen 2023, ISBN 978-3-03763-146-1.